# 比吉特·費雪
比吉特·費雪（德語：Birgit Fischer，1962年2月25日—），生于哈弗爾河畔布蘭登堡，德国女子皮划艇运动员。她曾代表东德、德国参加1980年、1988年、1992年、1996年、2000年和2004年夏季奥林匹克运动会皮划艇比赛，共获得八枚金牌和四枚银牌，是奧運史上獲得最多獎牌的選手之一。

## 個人
比吉特·費雪在四個孩子中排行第三。從 1968 年起，她首先就讀(前東德)十年制的一般中小學(Polytechnische Oberschule|Polytechnische_Oberschule-POS)，但由於她的運動天賦，她於 1975年轉到布蘭登堡（哈維爾）的兒童和青少年運動學校(Kinder- und Jugendsportschule-KJS)。1976年因學校搬遷到波茨坦Potsdam後，她又搬到了波茨坦陸軍運動俱樂部ASK所屬的Forwards Potsdam的寄宿學校(ASK Vorwärts Potsdam|Armeesportklubs Vorwärts Potsdam)。 1982年費雪以高中畢業證書（Abitur）完成學業（由於競技運動對時間的要求，其時間表與正常學校的時間表不同，因此順利完成學業通常需要更長的時間）。
Birgit Fischer 於 1984 年至 1993 年間與輕艇運動員(Kanurennsport) Jörg Schmidt 結婚，並育有一子一女。 如今，她與家人住在哈弗爾河畔布蘭登堡和貝茨湖 (Beetzsee)  的波曼斯魯 (Bollmannsruh)（帕威辛市）。
她的哥哥弗蘭克·費雪(Frank Fischer) 和姪女范妮·費雪(Fanny Fischer)也是成功的輕艇運動員。
2006年，她在德國水上船難救援協會(Deutsche Gesellschaft zur Rettung Schiffbrüchiger-DGzRS）擔任“榮譽大使(Bootschafterin)”。 每年更換一次的“榮譽大使”在任期內自願為 DGzRS 的廣告措施提供服務，這些措施的資金主要來自捐款。 [1]

## 教育和職業
1984年她開始在萊比錫的德國運動大學Deutschen Hochschule für Körperkultur  (DHfK) 學習運動科學 (Sportwissenschaft)，並於 1991 年（由於 DHfK 關閉）在萊比錫大學(Universität Leipzig)完成學業Diplom，成為一名合格的運動教師。 1991年，她在波茨坦大學(Universität Potsdam)成功完成了運動理論和方法的進一步研究。 1999/2000 年，她在杜塞道夫(Düsseldorf)的 IST 研究所完成了為期兩年的運動和旅遊管理函授課程。 2004 年 3 月 1 日，她創立了自己的公司 KanuFisch。

## 出版書籍
| 年     | 書名                                                            | 作者        | 譯者   | 出版社         | ISBN               |
| 2006年 | 自傳《Mein Weg zum Glod - In 303 Tagen zum olympichen Triumph》 | 比吉特.費雪 |        | Delius Klasing | ISBN 9873768817882 |
| 2023年 | 自傳《我的金牌之路 － 奧運第八金前的 303 天》俄文版             | 比吉特.費雪 |        |                | ISBN               |
| 2023年 | 自傳《我的金牌之路 － 奧運第八金前的 303 天》繁體中文版         | 比吉特.費雪 | 王振烽 | 白象文化       | ISBN 9876263640993 |

## 書籍章節
比吉特·費雪在【Brandenburgs berühmte Töchter und Söhne-布蘭登堡著名的女兒和兒子】一書中，與布蘭登堡邦的其他名人（如安吉拉·梅克爾）一起，擁有以她自己名字命名的章節。

## 運動生涯

### 年表
六歲時，比吉特·費雪和她的兄弟們一樣，受到父親卡爾·海因茨·費雪 (Karl-Heinz Fischer)的鼓勵，開始參加輕艇比賽Kanurennsport，並成為 BSG Stahl Brandenburg 的成員。 她的父親也是她的第一位啟蒙教練。 她的第二位也是最重要的教練是 1970年至1975年間的哈拉爾德·布羅西格 (Harald Brosig)，他果斷地提拔了她，以至於她可以被選派到兒少體育運動學校（KJS）。之後也在波茨坦 ASK Forwards前鋒運動俱樂部(ASK Vorwärts Potsdam)接受 Lothar Schäfer 的訓練，直到 1988 年暫時退休。
比吉特·費雪於1980年在莫斯科Moskau 奧運代表東德隊於500公尺單人輕艇Einer-Kajak比賽中贏得了她的第一面奧運會金牌，她最後一次在 2004 年雅典奧運會上以四人輕艇Vierer-Kajak比賽同樣是 500公尺的比賽再獲得(第八面)金牌。2000年雪梨奧運會上，她在開幕式上擔任德國隊旗手Fahnenträgerin；在上屆亞特蘭大奧運會上，她在閉幕式上舉著德國國旗進入運動場。沒有其他運動員能在如此長的時間內在奧林匹克運動中取得如此成功。 比吉特·費雪運動生涯中共贏得了八枚奧運金牌，是最成功的德國奧運會參賽者erfolgreichster deutscher Olympiateilnehmer。 在奧運會歷史上，只有五名運動員取得如此層次的成功，其中只有一名女性（截至 2012 年 7 月）。
總計，比吉特·費雪的成就為 27 次獲得世界冠軍，8 次獲得奧運會冠軍，2 次獲得歐洲冠軍。

### 奧運會獲獎紀錄
自 1980 年以來，比吉特·費雪總共參加了六屆奧運會。 直到1984年洛杉磯夏季奧運會，她才因東德等東歐集團國家(Ostblock)的抵制而未能參加。 她在參加奧運會期間總共獲得了十二枚奧運獎牌，其中八枚金牌。 比吉特·費雪多年來在奧林匹克運動中的稱霸地位甚至為她贏得了金氏世界紀錄。
• Template:SUN-1955 1980 年 莫斯科
```
  o 輕艇單人賽 500m 金牌
```

•   1988 年 首爾
```
  o 輕艇雙人賽 500m 金牌
  o 輕艇四人賽 500m 金牌
  o 輕艇單人賽 500m 銀牌
```

•  西班牙 1992 年 巴塞隆那
```
  o 輕艇單人賽 500m 金牌
  o 輕艇四人賽 500m 銀牌
```

•  美国 1996 年 亞特蘭大
```
  o 輕艇四人賽 500m 金牌
  o 輕艇雙人賽 500m 銀牌
```

•   2000 年 雪梨
```
  o 輕艇四人賽 500m 金牌
  o 輕艇雙人賽 500m 金牌
```

•  希腊 2004 年 雅典
```
  o 輕艇四人賽 500m 金牌
  o 輕艇雙人賽 500m 銀牌
```

• 2008年北京夏季奧運會上，比吉特·費雪不再作為現役運動員參與，而是成為德國電視二台ZDF的賽事講評專家。 她為在順義奧林匹克賽艇公園(Olympischen Ruder- und Kanupark Shunyi)的輕艇比賽電視轉播提供現場直播講評。

## 榮譽獎項
- 1980 年：愛國銀質勳章Vaterländischer Verdienstorden[2][4]
- 1984 年：愛國金質勳章[3][5]
- 1988 年：國家友誼之星Großer Stern der Völkerfreundschaft 國家友誼之星
- 1993、1995、1996、1998：布蘭登堡年度女運動員[6]
- 1997 年：格奧爾格·馮·歐寶獎
- 1998 年：“新德國” 年度最佳女運動員[7]
- 2000 年：“新德國” 年度最佳女運動員[7]
- 2000 年：柏林年度最佳女運動員
- 2001 年：柏林邦功績勳章
- 2002 年：巴登-符騰堡邦功績勳章
- 2004 年：哈弗爾河畔布蘭登堡市榮譽市民
- 2004 年：“新德國” 年度最佳運動員[7]
- 2004 年：德國年度最佳女運動員
- 2005 年：銀月桂葉
- 2008 年：入選德國運動名人堂
- 2014 年：布蘭登堡州功績勳章

## 著作文獻
Literatur[Bearbeiten | Quelltext bearbeiten]

## 網頁鏈接
共享資源：Birgit Fischer - 圖像、影音文件的集合     
• 官方網站
• Olympedia.org 數據庫中的 Birgit Fischer（英文）
• “我的布蘭登堡”——Birgit Fischer 拍攝的水上和水邊快照
• 德國國家圖書館目錄中有關 Birgit Fischer 的文獻
• 德國運動名人堂中比吉特·費雪的肖像、數據和傳記

## 個人證明
- 1. ↑ 存檔副本（2010 年 3 月 9 日互聯網檔案館的備忘錄）
- 2. ↑ 《明鏡周刊》：創紀錄的女選手費雪感覺自己不受協會歡迎。 2007 年 8 月 12 日。
- 3. ↑ 焦點在線：輕艇 – 奧林匹亞：創紀錄的奧林匹亞費雪結束職業生涯
- 4. ^ 新德國報，1980 年 8 月 22 日，第 3 頁
- 5. ^ 新德國，1./2。 1984 年 9 月，第 4 頁
- 6. ↑ 《馬爾基斯匯報》，2013 年 12 月 16 日，第 18 頁
- 7. ^ 跳轉至： a b c 自 1998 年以來的冠軍和亞軍，Neues Deutschland，檢索於 2012 年 12 月 10 日。

## 外部連結
- Official website （页面存档备份，存于）
- Fotographie by Birgit Fischer